# Alejandro Jordá
Alejandro Jordá Candelas (nacido el 19 de agosto de 1955 en Barcelona) es un jinete español. Fue campeón de España en 1998.

## Participaciones en Juegos Olímpicos
- Atlanta 1996, quinto en salto por equipos